# Traunreut
Traunreut település Németországban, azon belül Bajorországban. Lakosainak száma 21 021 fő (2023. december 31.). Traunreut Traunstein és Waging am See községekkel határos.

## Népesség
A település népessége az elmúlt években az alábbi módon változott:
| Lakosok száma | 1381 | 12 435 | 19 278 | 20 172 | 20 300 | 20 799 | 20 899 | 20 977 | 20 861 | 21 021 |
|               | 1950 | 1975   | 1987   | 2012   | 2013   | 2015   | 2016   | 2019   | 2021   | 2023   |